# نادي إيست فيف
نادي إيست فيف هو نادي كرة قدم بريطاني أٌسس عام 1903. يلعب النادي في دوري كرة القدم الاسكتلندي الدرجة الثانية ‏.